# Floridablanca (Santander)
Pour les articles homonymes, voir Floridablanca.
Floridablanca est une ville colombienne du département de Santander. Elle est située dans l'aire métropolitaine de Bucaramanga.